# تیم ملی بسکتبال زنان لتونی
تیم ملی بسکتبال بانوان لتونی، نماینده لتونی در مسابقات بین‌المللی بسکتبال زنان است.